# 베란다 프로젝트
베란다 프로젝트(Verandah Project)는 대한민국의 프로젝트 음악 그룹이자 김동률과 그룹 롤러코스터에서 기타를 연주하는 멤버인 이상순으로 구성된 2인조 남성 듀오이다. 2010년 5월 18일에 첫 앨범 《Day Off》를 발표하고 활동을 시작했다. 앨범은 발표와 동시에 음반 집계 사이트 한터 실시간 차트 2위에 올랐다. 같은 해 8월 21, 22일에는 '김동률 이상순 2010 verandah PROJECT CONCERT `Day off`' 란 제목으로 서울 연세대학교 노천극장에서 1만 2천여 관객이 참여한 가운데 콘서트를 진행했다. 게스트로 조원선과 하림, 루시드 폴이 출연하였다. 프로젝트이기 때문에 2010년에만 활동하고 이후부터는 다시 본인 각자의 활동영역으로 돌아갔다. 대표적인 곡으로는 〈Train〉,〈Bike Riding〉, 〈괜찮아〉, 〈기필코〉 등이 있다.

## 음반 목록
- 2010년 1집 《Day Off》